# 黃色書刊 (漫畫家)
黃色書刊，本名顏浩鵬（1988年6月8日－），臺灣漫畫家，作品多為社會諷刺類型。1988年6月8日出生於高雄市鳳山區，崑山科技大學視覺傳達設計系畢業，退伍後曾在設計公司工作兩年。
2012年底以幽默詼諧的《人生系列》、諷刺社會時事的《哀傷浮游》於Facebook走紅。代表作為 《哀傷浮游》。近來，編劇MOJOIN連載作品「被選上的孩子們 （页面存档备份，存于）」，塑造回到昭和浪漫回憶作品，引起廣大迴響。
專訪曾說過：「黃色在你眼中是什麼樣的顏色，那它就是什麼樣的顏色。」；另外在博客來OKAPI的訪問，黃色書刊曾說：「『黃色書刊』這個詞彙，通常給人貶抑、負面觀感，而我想試著重新定義這個詞。」而筆名「黃色書刊」起因是姓顏加上想取一個中文、日文、英文拼在一起的名稱，如：「顏的書」、「顏のBOOK」，結果後者諧音變成「YELLOW BOOK」，將其轉換為中文得來。
於2016年11月11日與圖文作家何派機（本名何珮琪）結婚。

## 作品特色
- 使用暗喻手法諷刺社會現況。
- 多以黃色為畫面的基本色調。

## 作品列表
- 《哀傷浮游》時報出版（2014年1月、ISBN 978-957-135-872-7）
- 《哀傷浮游》#1 （刊登於《ACCC．浪漫01》大好世紀，2014年5月、ISBN 978-986-880-006-9
- 《哀傷浮游》#2 （刊登於《ACCC．浪漫02》大好世紀，2014年7月、ISBN 978-986-880-007-6
- 《哀傷浮游2：沒有名字的人們》時報出版（2015年5月、ISBN 978-957-136-276-2）

### 連載
- 《W》，2014年8月6日開始於comico連載至今。單行本由時報出版發行。
- 《勇者系列》，2016年5月26日開始於Facebook連載至今。單行本由時報出版發行。
- 《食屍鬼 （页面存档备份，存于）》，2022年5月11日開始於MOJOIN （页面存档备份，存于）連載至今。

### 《食屍鬼》金色三麥聯名活動
- MOJOIN《 食屍鬼 （页面存档备份，存于）》，2024年6月歡慶載2週年，聯手台灣知名超人氣餐飲品牌「SUNMAI金色三麥」首度跨界打造「屍麥唷:)主題快閃店」，推出《食屍鬼》4款限定啤酒及聯名闇黑炸雞、闇黑墨魚酥，漢堡系列更會變身闇黑喪屍風格！
- MOJOIN《食屍鬼 （页面存档备份，存于）》2週年，更重磅推出「這裡拍拍～屍麥唷: （页面存档备份，存于）」人臉AI分析，應用「擴增、物件偵測技術」保留作者筆下的喪屍風格，如紅眼、尖牙等，並結合「漏斗型提示技術」擷取粉絲照片的外貌特徵，透過AI分析結果呈現擬真的屍態效果，就能立即打造粉絲的喪屍分身。

## 外部連結
- 黃色書刊的Facebook專頁
- 黃色書刊的Instagram帳戶